# Kanton Algrange
Der Kanton Algrange ist seit 1982 ein französischer Wahlkreis im Arrondissement Thionville, im Département Moselle und in der Region Grand Est (bis 2015 Lothringen); sein Hauptort ist Algrange.

## Lage
Der Kanton liegt im Nordwesten des Départements Moselle an der Grenze zu Luxemburg.

## Geschichte
Der Kanton entstand am 25. Januar 1982 aus Teilen des damaligen Kantons Hayange. Bis 2015 gehörten nur vier Gemeinden zum Kanton Algrange. Mit der Neuordnung der Kantone in Frankreich stieg die Zahl der Gemeinden 2015 auf zwölf. Zu den bisherigen vier Gemeinden kamen alle zwölf Gemeinden des bisherigen Kantons Fontoy  hinzu.

## Gemeinden
Der Kanton besteht aus 16 Gemeinden mit insgesamt 41.541 Einwohnern (Stand: 1. Januar 2022) auf einer Gesamtfläche von 150,15 km²:
| Gemeinde        | Mundart Patois                 | Deutsch                | Einwohner (2022) | Fläche (km²) | Code postal | Code Insee |
| --------------- | ------------------------------ | ---------------------- | ---------------- | ------------ | ----------- | ---------- |
| Algrange        | Oolgréngen/Algréngen           | Algringen              | 5.928            | 6,96         | 57440       | 57012      |
| Angevillers     | Uerswēller/Aasler              | Arsweiler (Answeiler)  | 1.357            | 8,71         | 57440       | 57022      |
| Audun-le-Tiche  | Adich/Edicht/Däitsch-Oth Au’du | Deutschoth/Deutsch-Oth | 7.268            | 15,43        | 57710       | 57038      |
| Aumetz          | Armet/Almet                    | Aumetz                 | 2.401            | 10,35        | 57710       | 57041      |
| Boulange        | –                              | Bollingen              | 2.431            | 12,78        | 57655       | 57096      |
| Fontoy          | Fensch Fonteu                  | Fentsch                | 3.163            | 16,88        | 57650       | 57226      |
| Havange         | Hiewéng                        | Havingen               | 451              | 9,65         | 57650       | 57305      |
| Knutange        | Knéiténgen/Knéiténg            | Kneuttingen            | 3.206            | 2,43         | 57240       | 57368      |
| Lommerange      | Lumréngen/Lomeréngen/Lomréng   | Lommeringen            | 383              | 7,97         | 57650       | 57411      |
| Neufchef        | Néngsen/Näinhaiser             | Neunhäuser             | 2.636            | 16,74        | 57700       | 57498      |
| Nilvange        | Nilwéng                        | Nilvingen              | 4.375            | 2,81         | 57240       | 57508      |
| Ottange         | Ëtteng/Otténg                  | Öttingen               | 3.012            | 15,48        | 57840       | 57529      |
| Rédange         | Réideng/Dāitsch-Réidén         | Redingen               | 1.004            | 5,5          | 57390       | 57565      |
| Rochonvillers   | Rucksler/Rucksweller Rechonvlé | Ruxweiler/Rotzweiler   | 205              | 5,64         | 57840       | 57586      |
| Russange        | Réisséng                       | Rüssingen              | 1.257            | 3,46         | 57390       | 57603      |
| Tressange       | Träisséng/Dreschéng/Triesséng  | Tressingen             | 2.464            | 9,36         | 57710       | 57678      |
| Kanton Algrange | Oolgréngen/Algréngen           | Algringen              | 41.541           | 150,15       | -           | -          |

Bis zur landesweiten Neuordnung der französischen Kantone im März 2015 gehörten zum Kanton Algrange die vier Gemeinden Algrange (Hauptort), Knutange, Neufchef und Nilvange. Sein Zuschnitt entsprach einer Fläche von 28,92 km2. Er besaß vor 2015 den INSEE-Code 5744.

## Bevölkerungsentwicklung des alten Kantons
| 1962   | 1968   | 1975   | 1982   | 1990   | 1999   | 2006   | 2012   |
| ------ | ------ | ------ | ------ | ------ | ------ | ------ | ------ |
| 20.803 | 24.162 | 22.006 | 19.282 | 18.201 | 17.599 | 17.318 | 17.043 |

## Politik
Im 1. Wahlgang am 22. März 2015 erreichte keines der sechs Kandidatenpaare die absolute Mehrheit. Bei der Stichwahl am 29. März 2015 gewann das Gespann Jacky Aliventi/Peggy Mazzero-Becker (beide PS) gegen John Dewald/Christine Lauer (beide FN) mit einem Stimmenanteil von 60,85 % (Wahlbeteiligung:38,52 %).
Seit 1982 hatte der Kanton folgende Abgeordnete im Rat des Départements:
| Vertreter im conseil général (1) des Départements | Vertreter im conseil général (1) des Départements | Vertreter im conseil général (1) des Départements |
| Amtszeit                                          | Name                                              | Partei                                            |
| ------------------------------------------------- | ------------------------------------------------- | ------------------------------------------------- |
| 1982–1992                                         | Victor Madelaine                                  | PS                                                |
| 1992–1998                                         | Henriette Simonetto                               | PCF                                               |
| 1998–2004                                         | André Pauly                                       | PS                                                |
| 2004–2015                                         | René Gori                                         | PS                                                |
| 2015–                                             | Jacky Aliventi Peggy Mazzero-Becker               | PS                                                |

(1) seit 2015 Departementrat